# 169568 Baranauskas
169568 Baranauskas este un asteroid din centura principală de asteroizi.

## Descriere
169568 Baranauskas este un asteroid din centura principală de asteroizi. A fost descoperit pe 16 martie 2002 la Moletai de Kazimieras Černis și Justas Zdanavičius. Asteroidul prezintă o orbită caracterizată de o semiaxă mare de 2,35 ua, o excentricitate de 0,12 și o înclinație de 3,2° în raport cu ecliptica.